# Vera Pescarolo
Vera Pescarolo Montaldo (Milano, 28 novembre 1930 – Roma, 25 aprile 2024) è stata un'attrice, sceneggiatrice e produttrice cinematografica italiana.

## Biografia
Vera Pescarolo nacque il 28 novembre 1930 a Milano, figlia dell'attrice Vera Vergani e di Leonardo Pescarolo, e sorella del produttore cinematografico Leo Pescarolo.
Lavorò nel mondo del cinema come attrice, produttrice, sceneggiatrice, aiuto regista e direttrice del casting. Per circa sessantacinque anni portò avanti un sodalizio artistico con suo marito Giuliano Montaldo, di cui fu collaboratrice e musa: tra le opere a cui lavorarono insieme vi furono la miniserie televisiva Marco Polo e i film Sacco e Vanzetti, Giordano Bruno, L'Agnese va a morire e L'industriale, loro ultima fatica.
Morì a Roma il 25 aprile 2024 all'età di 93 anni, sette mesi dopo la scomparsa del marito.

## Vita privata
Fu madre della costumista e scrittrice Elisabetta Montaldo.

## Filmografia

### Cinema
- Gott mit uns (Dio è con noi), regia di Giuliano Montaldo (1970)
- Sacco e Vanzetti, regia di Giuliano Montaldo (1971)
- Giordano Bruno, regia di Giuliano Montaldo (1973)
- L'Agnese va a morire, regia di Giuliano Montaldo (1976)
- Il giocattolo, regia di Giuliano Montaldo (1979)
- Il giorno prima, accreditata come Vera Pescarolo Montaldo, regia di Giuliano Montaldo (1987)
- Gli occhiali d'oro, accreditata come Vera Pescarolo Montaldo, regia di Giuliano Montaldo (1987)
- Tempo di uccidere, accreditata come Vera Pescarolo Montaldo, regia di Giuliano Montaldo (1989)
- L'industriale, accreditata come Vera Pescarolo Montaldo, regia di Giuliano Montaldo (2011)
- Un'ora sola, regia di Serena Corvaglia (2022) – cortometraggio

### Televisione
- Circuito chiuso – film TV (1978)
- Marco Polo – miniserie TV, 7 episodi (1982-1983)

## Riferimenti nella cultura
- Nel 2020 Fabrizio Corallo realizzò per la RAI il documentario Vera & Giuliano sulla storia dei due coniugi cineasti, cui l'anno successivo lo stesso Giuliano Montaldo dedicò il libro Un grande amore.[1]